# Juan Pablo Magallanes
Juan Pablo Magallanes Aranda (* 6. Februar 1982) ist ein mexikanischer Radrennfahrer.

## Karriere
Nachdem Magallanes 2004 Zweiter beim Gran Premio della Liberazione wurde, fuhr er zum Saisonende für das Radsportteam Saeco als Stagiaire. Er bekam dort keinen Vertrag für das Folgejahr und ging zum italienischen UCI Continental Team Androni Giocattoli-3C Casalinghi, für das er 2006 er eine Etappe der Vuelta a Chihuahua gewann. Von 2007 bis 2009 fuhr Magallanes für das mexikanische Continental Team Tecos de la Universidad Autónoma de Guadalajara und gewann er eine Etappe der Vuelta a El Salvador, Vuelta a Colombia und der Vuelta Mexico. 2013 siegte er auf zwei Etappen der Vuelta a Guatemala und einer der Ruta del Centro. Im Straßenrennen Panamerikameisterschaft gewann er 2015 die Bronzemedaille. Dreimal wurde er mexikanischer Meister: 2007 im Zeitfahren und Straßenrennen 2016 ein zweites Mal im Zeitfahren.

## Erfolge
2006
- eine Etappe Vuelta a Chihuahua

2007
- eine Etappe Vuelta a El Salvador
- eine Etappe Vuelta a Colombia
- Mexikanischer Meister – Einzelzeitfahren
- Mexikanischer Meister – Straßenrennen

2009
- eine Etappe Vuelta Mexico

2013
- zwei Etappen Vuelta a Guatemala
- eine Etappe Ruta del Centro

2015
- Panamerikameisterschaft – Straßenrennen

2016
- Mexikanischer Meister – Einzelzeitfahren

## Teams
- 2004 Saeco (Stagiaire)
- 2005 Androni Giocattoli-3C Casalinghi
- 2006 3C Casalinghi Jet -Androni Giocattoli
- 2007 Tecos de la Universidad Autónoma de Guadalajara
- 2008 Tecos de la Universidad Autónoma de Guadalajara
- 2009 Tecos de la Universidad Autónoma de Guadalajara
- 2011 Movistar Continental Team